# Palmerston (katt)
Palmerston är en katt som var Högste musfångare vid Brittiska utrikesministeriet (FCO) i Whitehall i London. Han är en svartvit tvåfärgad katt och började sin roll som Högste musfångare den 13 april 2016. Tidigare kom han från Battersea Dogs & Cats Home och är uppkallad efter den tidigare utrikesministern och premiärministern Lord Palmerston. Han var anställd vid ministeriet på King Charles Street.

## Biografi
Inrättandet av befattningen som Högste musfångare vid FCO följde från positionen Högste musfångare för regeringen, Larry och från besök av George Osbornes katt Freya som gjorde regelbundna besök på kontoret.

### Karriär
Palmerston var på nyheterna den 3 maj 2016, eftersom det rapporterades att han hade fångat sin första mus. Den 11 juli 2016 fångades Palmerston på bild i ett bråk mellan honom själv och Larry på och runt Downing Street. Den 26 juli 2016 ertappades Palmerston med att smyga in på 10 Downing Street, när den svarta dörren lämnades öppen. Han vräktes senare av den lokala polisen. Den 1 augusti 2016 ertappade en journalist Palmerston och Larry med ett allvarligt kattslagsmål, vilket ledde till att Palmerston fick skador på örat och Larry förlorade sitt halsband.
I oktober 2017 "utsåg" Palmerston sina första utländska sändebud. Lawrence of Abdoun, en räddad svartvit gatukatt, fick en roll på den brittiska ambassaden i Amman i Jordanien, och är uppkallad efter den brittiske militärofficeren T. E. Lawrence och kvarteret i Amman där ambassaden ligger. Leyla Pixie, en föräldralös kattunge från Turkiet, adopterades av det brittiska generalkonsulatet i Istanbul.

### Pensionering
Den 7 augusti 2020 "gick Palmerston i pension" som FCO:s Högste musfånfare och flyttade ut på landsbygden för att "tillbringa mer tid med att koppla av borta från rampljuset"; hans "avgång" tillkännagavs på Twitter.